# Alfred Johansson
Karl Alfred Johansson, född 27 januari 1861 i Korsberga socken, Skaraborgs län, död 17 april 1932 i Vadstena, var en svensk psykiater.
Johansson avlade studentexamen i Skara 1881, avlade mediko-filosofisk examen 1884 vid Uppsala universitet, blev medicine kandidat 1888 och medicine licentiat 1911 vid Karolinska institutet i Stockholm. Han var underläkare vid Solna sjukhem 1896–1911, biträdande läkare vid Vadstena hospital 1911–13, och hospitalsläkare av första klass där 1913–26, då han avgick med pension. Han var läkare vid Mellersta Östergötlands Järnväg (MÖJ) 1916–23.